# Got the Life
«Got the Life» — песня и первый сингл ню-метал-группы Korn с их третьего альбома, Follow the Leader. Эта песня находит вокалиста Джонатана Дэвиса под вопросом, действительно ли он хочет всей этой славы. Это была общая тема для его написания песен в то время, когда группа Korn выпустила два успешных альбома и находилась под растущим давлением со стороны их звукозаписывающей компании.

## Успешность
Got The Life стал первым синглом, попавшим в Top 20 чартов Mainstream Rock и Modern Rock. Видео для этого сингла, поставленное режиссёром Джозефом МакДжити, стало очень успешным, и обширно транслировалось на телевидении, особенно в программе MTV Total Request Live, где клип занимал третью строчку 63 из 65 дней, прежде чем стал первым видео, убранным из хит-парада по истечении определённого срока. Сингл также добился успеха в других странах, особенно в Австралии, где он получил статус золотого диска по версии ARIA с результатом в 35 000 проданных копий.

## Джонатан Дэвискомментирует значение песни
Речь идёт о том, как всё всегда вручается мне, как я смотрю на Бога и говорю, что больше не хочу этого. Как будто я хочу чего-то большего от жизни, чем всё это. И у меня есть всё, что мне действительно нужно, но иногда мне это не нравится, и я не знаю, как это объяснить. Мне нужно больше разбираться в песнях, чтобы действительно понять, что я пишу. Я действительно и по-настоящему знаю значение песен … почти. Но это как будто меня преследуют демоны, которые влияют на мое сочинение. Это что-то вроде того. Я имею в виду, я люблю быть рок-звездой, я люблю всё, что это влечёт за собой, но я ненавижу всё давление и всех быков — вот так Я прошу Бога, знаете, заберите это и сделайте меня счастливым. Но он говорит мне: "Эй, у тебя есть жизнь. Ты можешь увидеть мир, ты должен это сделать, ты будешь в отличной биг-банде." Когда я писал эту песню, у меня складывалось впечатление, что я действительно разочарован во всём. Как будто я устал от этого всё стресс и давление. Но если бы всё это прошло, я был бы в ещё большем аду.

## Список композиций
CD1
1. Got the Life
2. I Can Remember
3. Good God (Oomph! Vs Such A Surge Mix

CD2
1. Got the Life
2. I Can Remember
3. Got the Life (Dee Jay Punk-Roc Remix)
4. Got the Life (D.O.S.E.'s Woolyback Remix)

Международная версия
1. Got the Life — 3:50
2. Children of the Korn (Clarkworld Remix) — 4:07
3. Got the Life (Josh Abraham Remix) — 4:02
4. Got the Life (Vorticist’s Suite) — 5:08
5. Got the Life (I Got A Knife Remix) — 3:49

## Видео
В начале клипа видно как Манки и Дэвид садятся в Ferrari F355. «It's On!» (ещё одна песня с альбома Follow The Leader) играет из магнитофона. После того, как оба садятся в машину, начинается песня. Появляется Джонатан, выгуливающий собаку. Затем он отпускает собаку и садится в старый престижный лимузин Mercedes-Benz W100. Появляются Филди и Брайан «Хэд» Вэлч, едущие в новом Мерседесе Е-класса, но не показано как они в него сели. Все музыканты группы подъезжают к гаражу, и затем выступают перед людьми на яркой сцене и все одеты в яркую одежду. Рэпер WC появляется в клипе и читает рэпом строчку «Get your boogie on». В течение выступления видно, как наблюдающие за музыкантами люди в зале пожимают друг другу руки (2:04), что приводит в бешенство музыкантов Korn (видимо символизирует их негативное отношение к звукозаписывающим и издательским компаниям, считающих группу всего лишь товаром). Затем группа покидает студию не закончив песню, оставив работников студии в смятении. Джонатан садится в машину, окруженный людьми. Затем он выходит из машины и разбивает бейсбольной битой одну из камер. Филди и Хэд отдают свою машину бомжу, а Манки и Дэвид свою разбивают. Затем все музыканты встречаются и идут на многолюдную вечеринку, на которой присутствуют группы Limp Bizkit, Orgy и Eminem (3:59).